# Patrologia Latina

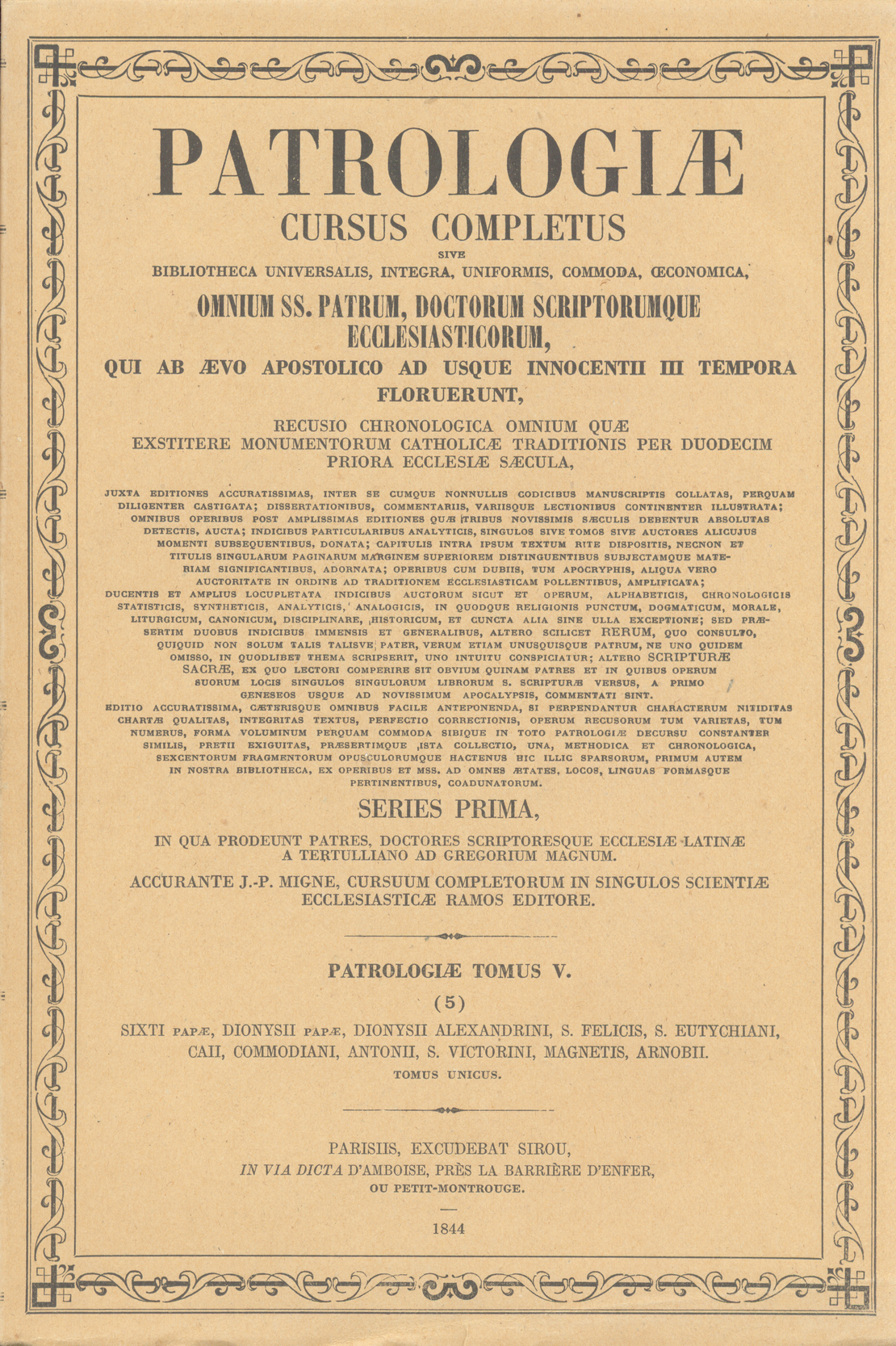
Portada del quinto tomo de la Patrología Latina (1844-1845).

La Patrologia Latina es una enorme colección de textos cristianos de la Antigüedad, de la Antigüedad tardía y de textos medievales que contiene los escritos de los Padres de la Iglesia que escribieron en latín y otros autores eclesiásticos en 217 volúmenes, publicada por Jacques-Paul Migne entre 1844 y 1855; los tomos de índices hasta un total de 221 se publicaron entre 1862 y 1865.

## Historia
Aunque se trata de reimpresiones de ediciones antiguas que contienen a menudo algunos errores, las series publicadas por Migne son todavía utilizadas por los investigadores y especialistas en la Antigüedad y la Edad Media a causa de su accesibilidad y sobre todo porque numerosos textos ya no pueden encontrarse sino aquí, abandonados como han sido por la edición moderna. Desde este punto de vista, se puede decir que la Patrología de Migne es comparable a los Monumenta Germaniae Historica. Sin embargo, la Patrología Latina es una parte del Patrologiae Cursus Completus, cuya segunda parte constituye la Patrologia Graeca que contiene las obras patrísticas medievales en griego medieval junto a su traducción al latín.
La Patrología latina incluye más de mil años de obras latinas desde Tertuliano al papa Inocencio III en 217 volúmenes: los volúmenes 1 a 73 van de Tertuliano a Gregorio de Tours y fueron publicados entre 1844 y 1849; los volúmenes 74 a 217 van desde el papa Gregorio I a Inocencio III y fueron publicados entre 1849 y 1855. Aunque la colección concluye en 1216, después del deceso de Inocencio III, Migne deseaba originariamente incluir todos los documentos hasta la Reforma, propósito quizá excesivo, pero ciertos comentarios, biografías, documentos, bibliografías y otros documentos asociados como apéndice a las obras precedentes publicadas fueron incluidos en el corpus principal. En la actualidad, la colección completa es accesible en Internet a través de Documenta Catholica Omnia.
El material que sirvió a la impresión de la Patrología latina fue destruido por el fuego en 1868, pero con ayuda de Ediciones Garnier fue restaurado y algunas nuevas ediciones pudieron ser impresas.

## Índice de volúmenes y autores
| Volúmenes | Autores |
| --------- | --- |
| 1–2       | Tertullianus |
| 3–5       | Minucius Felix, Dionysius Alexandrinus, Cornelius papa, Novatianus, Stephanus I, Cyprianus Carthaginensis, Arnobius Afer, Commodianus Gazaeus |
| 6–7       | Lactantius |
| 8         | Constantinus I, Mario Victorino |
| 9–10      | Hilarius Pictaviensis |
| 11        | Zeno Veronensis, Optatus Milevitanus |
| 12        | Eusebius Vercellensis, Firmicus Maternus |
| 13        | Damasus (papa), Pacianus, Lucifer Calaritanus |
| 14–17     | Ambrosius Mediolanensis |
| 18        | Ulfilas Gothorum, Symmachus (papa), Martinus Turonensis, Tichonius |
| 19        | Iuvencus, Coelius Sedulius, Publilius Optatianus Porfirius, Severus Rhetor, Faltonia Betitia Proba |
| 20        | Sulpicius Severus, Paulinus Mediolanensis, Faustus Manichaeus, Innocentius I |
| 21        | Tyrannius Rufinus, Pelagius |
| 22–30     | Hieronymus Stridonensis |
| 31        | Flavius Lucius Dexter, Paulus Orosius |
| 32–47     | Augustinus Hipponensis |
| 48        | Marius Mercator |
| 49–50     | Ioannes Cassianus |
| 51        | Prosper Aquitanus |
| 52        | Petrus Chrysologus |
| 53        | Mamertus Claudianus, Salvianus Massiliensis, Arnobius iunior, Patricius Hiberniae |
| 54–56     | Leo I |
| 57        | Maximus Taurinensis |
| 58        | Hilarius (papa), Simplicius (papa), Félix III |
| 59        | Gelasius I, Avitus Viennensis, Faustinus |
| 60        | Aurelius Prudentius, Dracontius |
| 61        | Paulinus Nolanus, Orientius, Auspicius Tullensis |
| 62        | Paschasius Diaconus, Sanctus Symmachus, Petrus Diaconus, Vigilius Tapsensis, Leo I Magnus, Concilium Chalcedonense, Athanasius, Rusticus Helpidius, Eugyppius Africanus |
| 63        | Anicius Manlius Severinus Boethius, Ennodius Felix, Trifolius presbyter, Hormisdas I, Elpis |
| 64        | Anicius Manlius Severinus Boethius |
| 65        | Fulgentius Ruspensis, Félix IV, Bonifacius II |
| 66        | Benedictus pater monachorum Occidentalium |
| 67        | Dionysius Exiguus, Viventiolus Lugdunensis, Troianus Santonensis, Pontianus Africanus, Caesarius Arelatensis, Fulgentius Ferrandus |
| 68        | Primasius Adrumetanus, Arator, Nicetius Trevirensis, Aurelianus Arelatensis |
| 69–70     | Cassiodorus |
| 71        | Gregorius Turonensis |
| 72        | Pelagius II, Ioannes II, Benedictus I |
| 73–74     | Vitae Patrum |
| 75–76     | Gregorius I |
| 77        | Gregorius I |
| 78–79     | Gregorius I |
| 80        | Auctores VI–VII saec. (Maximus Caesaraugustanus Episcopus, Eutropius Episcopus, Tarra Monachus, Dinothus Abbas, Dynamus Patricius, Augustinus Apostolus Anglorum, Bonifacius IV, Concilium Romanum III, Bulgaranus, Paulus Emeritanus Diaconus, Tamaius de Vargas, Gondemarus (rex Gothorum), Marcus Cassinensis, Warnaharius Lingonensis Episcopus, Columbanus Hibernus, Alphanus Beneventianus Episcopus, Aileranus Scoto Hibernus, Ethelbertus Anglorum, Adeodatus I, Sisebutus Gothorum, Bertichramnus Cenomanensis, Protandius Vesuntinus Archiepiscopus, Bonifacius V, Sonniatus Remensis Archiepiscopus, Verus Ruthenensis Episcopus, Chlotarius II (rex Francorum), Honorius I, Dagobertus (rex Francorum), Hadoinudus Cenomanensis Episcopus, Sulpicius Bituricensis Episcopus, Autbertus Cameracensis, Ioannes IV, Eutrandus Ticinensis Diaconus, Victor Carthaginensis Episcopus, Braulio Caesaraugustianus, Taio Caesaraugustianus Episcopus)                                                            |
| 81–84     | Isidorus Hispalensis |
| 85–86     | Liturgia Mozarabica |
| 87        | Auctores VII saec. (Gallus Abbas, Papa Teodoro I, Mauro de Ravena, Papa Martín I, Paul de Verdun, Desiderio de Cahors, Donato de Besançon, Landerico de París, Sigeberto III, el obispo Livino, Eugenio III de Toledo, Valerio de Leuconay, Ennemondo de Lion, Eligio de Noyon, Clodoveo II, Marculfus Monachus, Cummiano, Papa Vitaliano, Giona de Bobbio, Fructuoso de Braga, Farón de Meaux, Papa Adeodato II, Papa Dono, Papa Agatón, Damián de Pavía, Amando de Maastricht, Clotario III, Childerico II, Dagoberto II, Teodorico III y otros). |
| 88        | Venantius Fortunatus, Crisconius Africanus |
| 89        | Papa Sergius I, Papa Ioannes VI, Aldhelmus, Papa Constantinus, Crolfridus, Felix Ravennatensis, Benedictus Crispus, Bonifacius Moguntinus, Egbertus Eboracensis, Papa Gregorius II, Willibrordus, Papa Gregorius III, Bonifacius Moguntinus, Papa Zacharias, Papa Stephanus II, Pirminius Abbas, Cyprianus Cassinensis, Chrodegangus, Papa Paulus I, Alanus Abbas, Ambrosius Cadurcensis, Papa Stephanus III, Sturmius Fuldensis, Ambrosius Autpertus |
| 90–95     | Beda |
| 96        | Hildefonsus Toletanus, Iulianus Toletanus, Leo II |
| 97–98     | Carolus Magnus, Ludovicus I, Lotharius, Rudolphus I (rex Burgundionum) |
| 99        | Paulinus Aquileiensis, Theodorus Cantuariensis |
| 100–101   | Alcuinus |
| 102       | Smaragdus S. Michaelis |
| 103       | Benedictus Anianensis, Sedulius Scotus |
| 104       | Agobardus Lugdunensis, Eginhardus, Claudius Taurinensis, Ludovicus Pius |
| 105       | Theodulfus Aurelianensis, Eigil Fuldensis, Dungalus reclusus, Ermoldus Nigellus, Symphosius Amalarius |
| 106       | Gregorius IV, Sergius II, Ionas Aurelianensis, Freculphus Lexoviensis, Frotharius Tullensis |
| 107–112   | Rabanus Maurus |
| 113–114   | Walafridus Strabo |
| 115       | Leo IV, Benedictus III, Eulogius Toletanus, Prudentius Trecensis, Angelomus Lexoviensis |
| 116–118   | Haymo Halberstatensis |
| 119       | Nicolaus I, Florus Lugdunensis, Lupus Ferrariensis |
| 120       | Paschasius Radbertus |
| 121       | Ratramnus Corbeiensis, Aeneas Parisiensis, Remigius Lugdunensis, Wandalbertus Prumiensis, Paulus Alvarus Cordubensis, Gotteschalcus Orbacensis |
| 122       | Ioannes Scotus |
| 123       | Ado Viennensis |
| 124       | Usuardus Sangermanii, Carolus II Calvus |
| 125–126   | Hincmarus Remensis |
| 127–129   | Anastasius bibliothecarius |
| 130       | Isidorus Mercator |
| 131       | Remigius Antissiodorensis, Notkerus Balbulus |
| 132       | Regino Prumiensis, Hucbaldus S. Amandi |
| 133       | Odo Cluniacensis |
| 134       | Atto Vercellensis |
| 135       | Flodoardus Remensis, Ioannes XIII |
| 136       | Ratherius Veronensis, Liutprandus Cremonensis |
| 137       | Hrotswitha Gandersheimensis, Widukindus Corbeiensis, Dunstanus Cantuariensis, Adso Dervensis, Ioannes S. Arnulfi Metensis |
| 138       | Richerus S. Remigii |
| 139       | Sylvester II, Aimoinus Floriacensis, Abbo Floriacensis, Thietmarus Merseburgensis |
| 140       | Burchardus Wormaciensis, Henricus II (imperator), Adelboldus Traiectensis, Thangmarus Hildesheimensis |
| 141       | Fulbertus Carnotensis, Guido Aretinus, Ioannes XIX |
| 142       | Bruno Herbipolensis, Odilo Cluniacensis, Berno Augiae Divitis |
| 143       | Hermannus Contractus, Humbertus Silvae Candidae, Leo IX |
| 144–145   | Petrus Damianus |
| 146       | Othlonus S. Emmerammi, Adamus Bremensis, Gundecharus Eichstetensis, Lambertus Hersfeldensis, Petrus Malleacensis |
| 147       | Ioannes Abrincensis, Bertholdus Constantiensis, Bruno Magdeburgensis, Marianus Scotus, Landulfus Mediolanensis, Alphanus Salernitanus |
| 148       | Gregorius VII |
| 149       | Víctor III, Anselmus Lucensis, Willelmus Calculus |
| 150       | Lanfrancus Cantuariensis, Herluinus Beccensis, Willelmus Beccensis Abbas, Boso Beccensis Abbas, Theobaldus Beccensis Abbas, Letardus Beccensis Abbas, Augustinus Cantuariensis Episcopus, Bonizio Sutrensis Placentinus Episcopus, Guillelmus Metensis Abbas, Wilhelmus Hirsaugensis Abbas, Herimannus Metensis Episcopus, Theodoricus S. Audoeni Monachus, Guido Farfensis Abbas, Aribo Scholasticus, Henricus Pomposianus Clericus, Robertus de Tumbalena Abbas, Gerardus Cameracensis Episcopus II, Reynaldus Remensis Archiepiscopus I, Ioannes Cotto, Fulco Corbeiensis Abbas, Gillebertus Elnonensis Monachus, Willelmus Clusiensis Monachus, Durandus Claromontanus Episcopus, Hemmingus Wigorniensis Monachus, Radbodus Tornacensis Episcopus, Agano Augustodunensis Episcopus, Oldaricus Praepositus, Bernardus Lutevensis Episcopus, Fulcoius Meldensis Subdiaconus, Constantinus Africanus Casinensis, Deusdedit Cardinalis, Willelmus Pictavensis Archidiaconus, Ioannes de Garlandia, Rufinus Episcopus |
| 151       | Urbanus II |
| 152–153   | Bruno Carthusianorum |
| 154       | Hugo Flaviniacensis, Ekkehardus Uraugiensis, Wolphelmus Brunwillerensis |
| 155       | Godefridus Bullonius, Radulfus Ardens, Lupus Protospatharius |
| 156       | Guibertus S. Mariae de Novigento |
| 157       | Goffridus Vindocinensis, Thiofridus Efternacensis, Petrus Alphonsi |
| 158–159   | Anselmus Cantuariensis |
| 160       | Sigebertus Gemblacensis |
| 161       | Ivo Carnotensis |
| 162       | Ivo Carnotensis, Petrus Chrysolanus, Anselmus Laudunensis |
| 163       | Paschalis II, Gelasius II, Calixtus II |
| 164–165   | Bruno Astensis |
| 166       | Baldricus Dolensis, Honorius II, Cosmas Pragensis |
| 167–170   | Rupertus Tuitensis |
| 171       | Hildebertus Turonensis, Marbodus Redonensis |
| 172       | Honorius Augustodunensis |
| 173       | Leo Marsicanus, Petrus Diaconus, Rodulfus S. Trudonis |
| 174       | Godefridus Admontensis |
| 175–177   | Hugo de S. Victore |
| 178       | Petrus Abaelardus |
| 179       | Willelmus Malmesburiensis |
| 180       | Eugenius III, Guillelmus S. Theodorici |
| 181       | Herveus Burgidolensis |
| 182–185   | Bernardus Claraevallensis |
| 186       | Sugerius S. Dionysii, Robertus Pullus, Zacharias Chrysopolitanus |
| 187       | Gratianus |
| 188       | Ordericus Vitalis, Anastasius IV, Adrianus IV |
| 189       | Petrus Venerabilis |
| 190       | Thomas Cantuariensis, Herbertus de Boseham, Gilbertus Foliot |
| 191–192   | Petrus Lombardus |
| 193       | Garnerius S. Victoris, Gerhohus Reicherspergensis |
| 194       | Gerhohus Reicherspergensis, Hugo Pictavinus, Isaac de Stella, Alcherus Claraevallensis |
| 195       | Aelredus Rievallensis, Wolbero S. Pantaleonis, Eckbertus Abas Schonaugiensis, Elisabeth Schonaugiensis |
| 196       | Richardus S. Victoris |
| 197       | Hildegardis abbatissa |
| 198       | Adamus Scotus, Petrus Comestor, Godefridus Viterbiensis |
| 199       | Ioannes Saresberiensis |
| 200       | Alexander III (papa) |
| 201       | Arnulfus Lexoviensis, Guillelmus Tyrensis |
| 202       | Petrus Cellensis, Urbanus III, Gregorius VIII, Hugo Eterianus, Gilbertus Foliot |
| 203       | Philippus de Harveng |
| 204       | Reinerus S. Laurentii Leodiensis, Clemens III |
| 205       | Petrus Cantor |
| 206       | Coelestinus III, Thomas Cisterciensis, Ioannes Algrinus |
| 207       | Petrus Blesensis |
| 208       | Martinus Legionensis |
| 209       | Martinus Legionensis, Wilhelmus Daniae, Gualterus de Castellione |
| 210       | Alanus de Insulis |
| 211       | Stephanus Tornacensis, Petrus Pictaviensis, Adamus Perseniae |
| 212       | Helinandus Frigidi Montis, Guntherus Cisterciensis, Odo de Soliaco |
| 213       | Sicardus Cremonensis, Petrus Sarnensis |
| 214–217   | Innocentius III |
| 218–221   | Índices |